# 牛嶋俊明
牛嶋 俊明（うしじま としあき　1967年1月2日 - ）は、FM岡山のラジオパーソナリティ・DJ、アナウンサー。山形県米沢市出身。
リラックマが大好きでスタジオに常に置いてある。

## 来歴
日本大学山形高等学校、駒澤大学経済学部卒業。1990年中部日本放送入社、アナウンサーとなる。8年勤務した後、1998年に退社しフリーランス。1999年1月、開局直前の岡山エフエム放送（FM岡山）に入社。
山形県山形市生まれ。保険会社に勤めていた父親の転勤のため数ヶ月で秋田県秋田市へ。幼稚園から2年間は山形市、小学校1年生から10年間は米沢市で過ごす。多感な時期を過ごした米沢市を出身地としている。
大学4年の春から恵比寿の東京アナウンスアカデミーに通う。アナウンサーになるため大学を留年。お世話になったのは渡辺英麿先生。古舘伊知郎をはじめ数多くの学生を放送局に送り込んだ実績があり、その先生に『留年して来年に賭けなさい』と助言される。大学5年の7月に名古屋市の民放最古の局・中部日本放送に合格。書類審査で700名から200名に、そして20名に絞られ、合格者は4人だった。
- 2009年、山形県米沢市から「おしょうしな観光大使」を委嘱される。
- 2011年、山形県から「やまがた特命観光・つや姫大使」を委嘱される。
- 2012年、島根県から「遣島使」を委嘱される。
- 小学6年で放送委員、中学では野球部、高校では放送部に所属した。
- 高校進学時、日大の芸術学部に進み放送の仕事に就きたいと思い、日大の付属高校に行く事に決めた。
- 時代劇・歴史ドラマに詳しく、NHK大河ドラマのファン。武蔵 MUSASHI、新選組!の『感想文』を最終話まで書き続けた。
- アニメソングやプロレスラーの入場テーマ曲、懐メロなどマニアックな選曲が持ち味。
- プロレスと格闘技の熱心なファン。
- 新日本プロレスの大ファンで、2013年12月の岡山県卸センターオレンジホールで行われた新日本プロレス岡山大会で待望のセルリアンブルーのリングに上がる。

## 現在の出演番組
- 牛嶋俊明 ドリームファクトリー（金曜　15:00～18:30）
- Fresh Morning OKAYAMA（金曜　7:30～10:00）
- maniwacゴルフチャンネル（土曜　8:30-9:00）
- 局名告知（クロージングアナウンス）

（※何れも岡山エフエム放送）

## 過去の出演番組
- VERY VERY BEGETABLE（金曜　11:30～12:55）
- VV-はもるJocky（金曜　19:00～21:00）
- 作陽学園ポータブルリサーチ（日曜　21:55～22:00）
- サンデージャンクション（日曜　8:00～8:30）
- maniwacゴルフチャンネル（日曜　8:00～8:30）

（※何れも岡山エフエム放送）